# Fluorescenční sonda
Fluorescenční sonda je nevlastním fluoroforem, který se ke zkoumané látce váže nekovalentně, přičemž dochází ke změně fluorescence. V současnosti je známo řádově desetitisíce sond, o nichž lze nalézt podrobnější informace často jen v primární literatuře.
Základní použití je v molekulárně biologických, cytologických a dalších biomedicínských a (bio)fyzikálních oborech.